# Дворища
Дворища — деревня в Сунском районе Кировской области в составе Большевистского сельского поселения.

## География
Находится на расстоянии примерно 14 км на север по прямой от районного центра поселка Суна.

## История
Известна с 1678 года, когда здесь было (в то время заимка над речкой Ишетью) учтено 2 двора, принадлежала Успенскому Трифонову монастырю (позже деревня Монастырская), в 1802 учтено было 30 душ мужского пола. В 1873 учтено было дворов 15 и жителей 96, в 1905 15 и 113, в 1926 19 и 84, в 1950 16 и 76 соответственно, в 1989 году проживало 420 жителей.
Постановление Думы Кировской области от 24.02.1998 № 10/11 деревня Дворище переименована в деревню Дворища.

## Население
| 2010 |
| ---- |
| 90   |

Постоянное население составляло 257 человека (русские 95 %) в 2002 году, 90 в 2010.